# HK Olimpija Hertz 1991/92
Sezona 1991/92 HK Olimpija Hertz, ki je osvojila naslov podprvaka v slovenski ligi, sedmo mesto v svoji skupini alpske lige in uvrstitev v drugi krog pokala evropskih prvakov.

## Postava
- Trener:  Štefan Seme

| Vratarji | Vratarji  | Vratarji     | Vratarji    | Vratarji | Vratarji                    | Vratarji             |
| -------- | --------- | ------------ | ----------- | -------- | --------------------------- | -------------------- |
| #        | Nar       | Igralec      | Boljša roka | Sez.     | Starost (rojstni dan)       | Kraj rojstva         |
|          | Slovenija | Luka Simčič  | leva        | 5        | 21 let (16. september 1969) | Ljubljana, Slovenija |
|          | Slovenija | Martin Novak | leva        | 6        | 21 let (27. januar 1970)    | Ljubljana, Slovenija |

| Branilci | Branilci  | Branilci         | Branilci    | Branilci | Branilci                   | Branilci             |
| -------- | --------- | ---------------- | ----------- | -------- | -------------------------- | -------------------- |
| #        | Nar       | Igralec          | Boljša roka | Sez.     | Starost (rojstni dan)      | Kraj rojstva         |
|          | Slovenija | Igor Beribak (C) |             | 5        | 27 let (18. maj 1964)      | Ljubljana, Slovenija |
|          | Slovenija | Andrej Brodnik   | desna       | 6        | 21 let (4. maj 1970)       | Ljubljana, Slovenija |
|          | Slovenija | Bostjan Čižman   |             | 1        |                            | Slovenija            |
|          | Slovenija | Igor Hriberšek   | leva        | 4        | 23 let (11. januar 1968)   | Ljubljana, Slovenija |
|          | Slovenija | Samo Kumar       | leva        | 2        | 17 let (17. november 1973) | Ljubljana, Slovenija |
|          | Slovenija | Boris Pajič      |             | 4        | 28 let (24. junij 1963)    | Celje, Slovenija     |
|          | Slovenija | Borut Potočnik   | desna       | 4        | 12 let (7. avgust 1979)    | Kranj, Slovenija     |
|          | Slovenija | Tomaž Židan      |             | 4        |                            | Slovenija            |

| Napadalci | Napadalci | Napadalci       | Napadalci | Napadalci   | Napadalci | Napadalci                 | Napadalci            |
| --------- | --------- | --------------- | --------- | ----------- | --------- | ------------------------- | -------------------- |
| #         | Nar       | Igralec         | Položaj   | Boljša roka | Sez.      | Starost (rojstni dan)     | Kraj rojstva         |
|           | Slovenija | Marjan Gorenc   | F         | leva        | 9         | 27 let (27. februar 1964) | Ljubljana, Slovenija |
|           | Slovenija | Dejan Kontrec   | LW        | leva        | 7         | 21 let (23. januar 1970)  | Ljubljana, Slovenija |
|           | Slovenija | Aleš Krajnc     | F         |             | 4         |                           | Slovenija            |
|           | Slovenija | Aleš Lešnjak    | RW        |             | 4         | 22 let (1969)             | Ljubljana, Slovenija |
|           | Slovenija | Boštjan Lešnjak | RW        |             | 2         | 19 let (1972)             | Slovenija            |
|           | Slovenija | Rok Rojšek      | LW        | leva        | 3         | 21 let (8. marec 1970)    | Celje, Slovenija     |
|           | Slovenija | Toni Tišlar     | LW        | leva        | 1         | 24 let (9. maj 1967)      | Jesenice, Slovenija  |
|           | Slovenija | Jure Vnuk       | LW        | leva        | 2         | 18 let (18. junij 1973)   | Ljubljana, Slovenija |
|           | Slovenija | Tomaž Vnuk      | C         | desna       | 4         | 21 let (11. april 1970)   | Ljubljana, Slovenija |
|           | Slovenija | Roman Vrščaj    | F         |             | 4         |                           | Slovenija            |
|           | Slovenija | Mark Zupančič   | C         |             | 1         |                           | Ljubljana, Slovenija |
|           | Slovenija | Nik Zupančič    | RW        | desna       | 6         | 22 let (3. november 1968) | Ljubljana, Slovenija |

## Tekmovanja

### Slovenska liga
Uvrstitev: 2. mesto

#### Redni del

##### Prvi del
OT - odigrane tekme, Z - zmage, N - remiji, P - porazi, DG - doseženi goli, PG - prejeti goli, +/- - gol razlika, T - prvenstvene točke.
| # | Klub               | OT | Z  | N | P  | DG  | PG  | +/-  | T  |
| - | ------------------ | -- | -- | - | -- | --- | --- | ---- | -- |
| 1 | HK Acroni Jesenice | 14 | 12 | 1 | 1  | 161 | 31  | +130 | 25 |
| 2 | HK Olimpija Hertz  | 14 | 12 | 1 | 1  | 202 | 24  | +178 | 25 |
| 3 | HK Bled Promolinea | 14 | 9  | 0 | 5  | 156 | 38  | +118 | 18 |
| 4 | HK Jesenice B      | 14 | 7  | 0 | 7  | 88  | 71  | +17  | 14 |
|   |                    |    |    |   |    |     |     |      |    |
| 5 | HK Cinkarna Celje  | 14 | 7  | 0 | 7  | 71  | 81  | +10  | 14 |
| 6 | HK Triglav Kranj   | 14 | 6  | 0 | 8  | 70  | 144 | -74  | 12 |
| 7 | HK Olimpija B      | 14 | 2  | 0 | 12 | 45  | 127 | -82  | 4  |
| 8 | HK Slavija Beton   | 14 | 0  | 0 | 14 | 9   | 306 | -297 | 0  |

##### Drugi del
OT - odigrane tekme, Z - zmage, N - remiji, P - porazi, DG - doseženi goli, PG - prejeti goli, +/- - gol razlika, T - prvenstvene točke.
| #                             | Klub                          | OT                            | Z                             | N                             | P                             | DG                            | PG                            | +/-                           | T                             |
| Skupina A (za 1. do 4. mesto) | Skupina A (za 1. do 4. mesto) | Skupina A (za 1. do 4. mesto) | Skupina A (za 1. do 4. mesto) | Skupina A (za 1. do 4. mesto) | Skupina A (za 1. do 4. mesto) | Skupina A (za 1. do 4. mesto) | Skupina A (za 1. do 4. mesto) | Skupina A (za 1. do 4. mesto) | Skupina A (za 1. do 4. mesto) |
| ----------------------------- | ----------------------------- | ----------------------------- | ----------------------------- | ----------------------------- | ----------------------------- | ----------------------------- | ----------------------------- | ----------------------------- | ----------------------------- |
| 1                             | HK Olimpija Hertz             | 6                             | 5                             | 0                             | 1                             | 40                            | 15                            | +25                           | 13 (3)                        |
| 2                             | HK Acroni Jesenice            | 6                             | 4                             | 0                             | 2                             | 41                            | 16                            | +25                           | 12 (4)                        |
|                               |                               |                               |                               |                               |                               |                               |                               |                               |                               |
| 3                             | HK Bled Promolinea            | 6                             | 2                             | 0                             | 4                             | 22                            | 30                            | -8                            | 6 (2)                         |
| 4                             | HK Jesenice B                 | 6                             | 1                             | 0                             | 5                             | 16                            | 58                            | -42                           | 3 (1)                         |

#### Končnica

##### Finale
Igralo se je na štiri zmage po sistemu 1-1-1-1-1-1-1.
|  | HK Olimpija Hertz | 4:3 | HK Acroni Jesenice | Hala Tivoli, Ljubljana |

| Poročilo tekme | Poročilo tekme | Poročilo tekme | Poročilo tekme | Poročilo tekme |
| -------------- | -------------- | -------------- | -------------- | -------------- |
|                |                |                |                |                |

|  | HK Acroni Jesenice | 4:3 | HK Olimpija Hertz | Dvorana Podmežakla, Jesenice |

| Poročilo tekme | Poročilo tekme | Poročilo tekme | Poročilo tekme | Poročilo tekme |
| -------------- | -------------- | -------------- | -------------- | -------------- |
|                |                |                |                |                |

|  | HK Olimpija Hertz | 2:3 | HK Acroni Jesenice | Hala Tivoli, Ljubljana |

| Poročilo tekme | Poročilo tekme | Poročilo tekme | Poročilo tekme | Poročilo tekme |
| -------------- | -------------- | -------------- | -------------- | -------------- |
|                |                |                |                |                |

|  | HK Acroni Jesenice | 6:3 | HK Olimpija Hertz | Dvorana Podmežakla, Jesenice |

| Poročilo tekme | Poročilo tekme | Poročilo tekme | Poročilo tekme | Poročilo tekme |
| -------------- | -------------- | -------------- | -------------- | -------------- |
|                |                |                |                |                |

|  | HK Olimpija Hertz | 3:0 | HK Acroni Jesenice | Hala Tivoli, Ljubljana |

| Poročilo tekme | Poročilo tekme | Poročilo tekme | Poročilo tekme | Poročilo tekme |
| -------------- | -------------- | -------------- | -------------- | -------------- |
|                |                |                |                |                |

|  | HK Acroni Jesenice | 2:5 | HK Olimpija Hertz | Dvorana Podmežakla, Jesenice |

| Poročilo tekme | Poročilo tekme | Poročilo tekme | Poročilo tekme | Poročilo tekme |
| -------------- | -------------- | -------------- | -------------- | -------------- |
|                |                |                |                |                |

|  | HK Olimpija Hertz | 3:6 | HK Acroni Jesenice | Hala Tivoli, Ljubljana |

| Poročilo tekme | Poročilo tekme | Poročilo tekme | Poročilo tekme | Poročilo tekme |
| -------------- | -------------- | -------------- | -------------- | -------------- |
|                |                |                |                |                |

### Alpska liga
Uvrstitev: 7. mesto v skupini A

#### Redni del

##### Skupina A
| Poz | Klub              | OT | TOČ | Z  | P  | DG  | PG  | GR  |
| --- | ----------------- | -- | --- | -- | -- | --- | --- | --- |
| 1   | HC Milano         | 18 | 32  | 16 | 2  | 102 | 56  | +46 |
| 2   | EC VSV            | 18 | 28  | 14 | 4  | 104 | 62  | +42 |
| 3   | EV Innsbruck      | 18 | 26  | 13 | 5  | 85  | 70  | +15 |
| 4   | HC Varese         | 18 | 22  | 11 | 7  | 76  | 70  | +6  |
| 5   | Wiener EV         | 18 | 20  | 10 | 8  | 80  | 59  | +21 |
| 6   | EK Zell am See    | 18 | 18  | 9  | 9  | 70  | 80  | -10 |
| 7   | HK Olimpija Hertz | 18 | 12  | 6  | 12 | 79  | 75  | +4  |
| 8   | SHC Fassa         | 18 | 12  | 6  | 12 | 80  | 93  | -13 |
| 9   | HC Pustertal      | 18 | 8   | 4  | 14 | 76  | 103 | -27 |
| 10  | HC Fiemme         | 18 | 2   | 1  | 17 | 51  | 135 | -84 |

### Pokal evropskih prvakov
Uvrstitev: 2. krog

#### Prvi del - skupina B
| Poz | Klub                | Točke |
| 1   | Hertz Olimpija      | 6     |
| 2   | HC Steaua Bucureşti | 4     |
| 3   | Ferencvárosi TC     | 2     |
| 4   | Slavija Sofija      | 0     |

#### Drugi del - skupina D
| Poz | Klub              | Točke |
| 1   | Dinamo Moskva     | 6     |
| 2   | SC Bern           | 4     |
| 3   | Hertz Olimpija    | 2     |
| 4   | TMH Polonia Bytom | 0     |

## Statistika

### Najboljši strelci
| # | Igralec       | G  | P  | T  |
| - | ------------- | -- | -- | -- |
| 1 | Nik Zupančič  | 39 | 29 | 68 |
| 2 | Tomaž Vnuk    | 33 | 33 | 66 |
| 3 | Marjan Gorenc | 24 | 39 | 63 |
| 4 | Toni Tišlar   | 32 | 25 | 57 |